# Reichenstraße 41 (Quedlinburg)

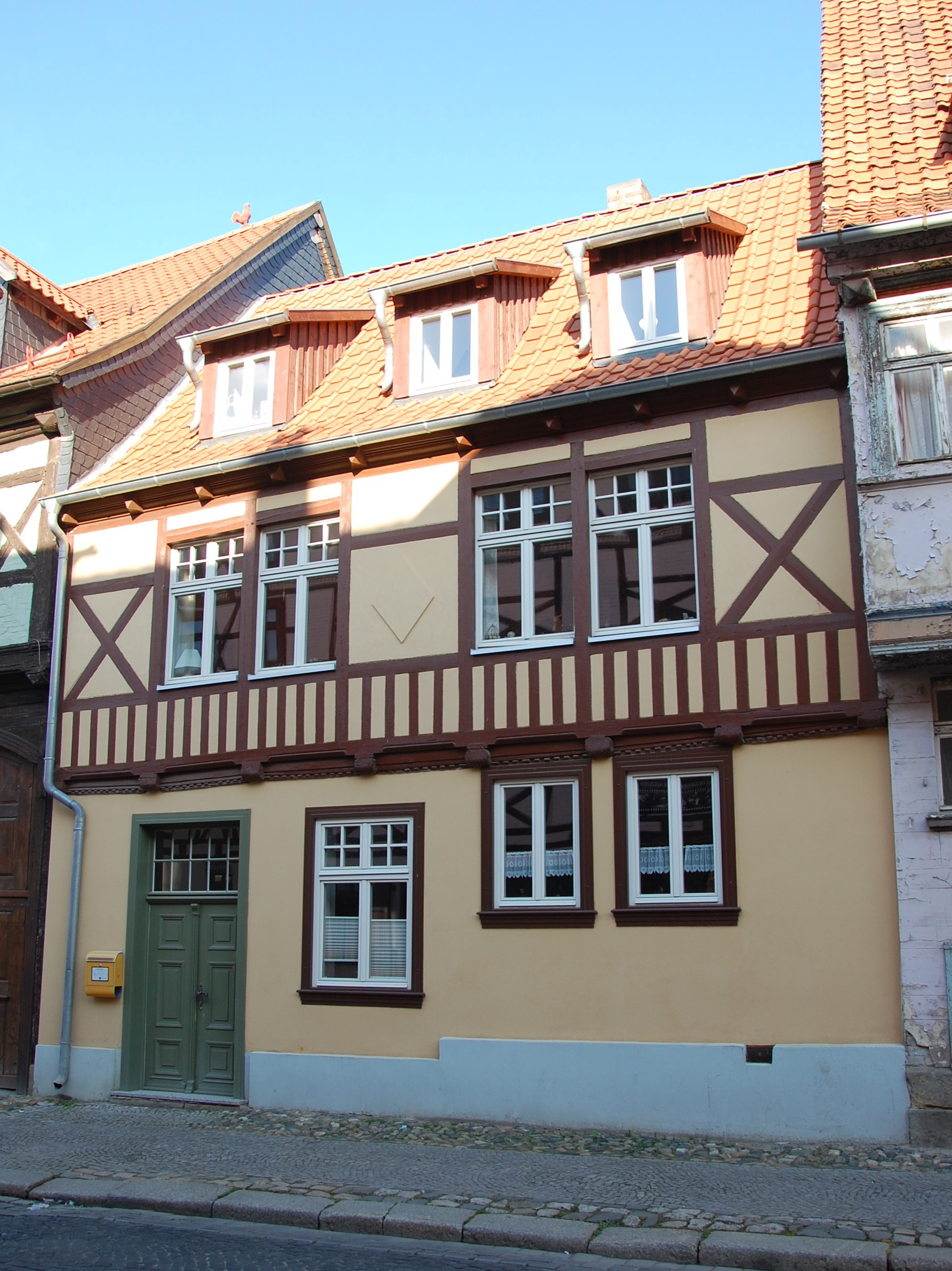
Haus Reichenstraße 41

Das Haus Reichenstraße 41 ist ein denkmalgeschütztes Gebäude in der Stadt Quedlinburg in Sachsen-Anhalt.

## Lage
Es befindet sich im nördlichen Teil der historischen Quedlinburger Neustadt und gehört zum UNESCO-Weltkulturerbe. Das Gebäude ist im Quedlinburger Denkmalverzeichnis als Wohnhaus eingetragen. Nördlich grenzt das gleichfalls denkmalgeschützte Haus Reichenstraße 40, südlich das Haus Reichenstraße 42 an.

## Architektur und Geschichte
Das zweigeschossige Gebäude entstand im Jahr 1914 in massiver Bauweise. Beim Bau wurde jedoch die Deckenbalkenlage des 1640 errichteten Vorgängerbaus genutzt. Hieran befinden sich Pyramidenbalkenköpfe, Schiffskehlen und ein Konsolfries an den Füllhölzern. Am Obergeschoss befindet sich eine Fachwerkfassade mit Andreaskreuzen und Leiterbrüstung als historisierende Zierelemente.